# We Belong Together
«We Belong Together» (en español: «Somos el uno para el otro») es una canción escrita y producida por la cantante estadounidense Mariah Carey en colaboración con Jermaine Dupri, Manuel Seal y Johnta Austin. Lanzada en mayo de 2005, es el segundo sencillo de su noveno álbum de estudio The Emancipation of Mimi, con una pequeña influencia de hip hop en la balada, un suave ritmo a piano y una letra un poco melancólica pero dulce a la vez. La lírica de la canción habla acerca de una relación que finalizó en malos términos, Mariah le canta a ese amor perdido tratando de remediar la situación diciéndole cuánto lo ama y lo extraña.
Meses después del lanzamiento del sencillo, Mariah ganó dos premios Grammy, además rompió récords a nivel Estados Unidos, en la radio nacional y en algunas listas de popularidad. Dentro del Billboard Hot 100, "We Belong Together" se convirtió en el gran regreso de Carey a los números uno, después de su fracasada experiencia con Glitter (2001) y Charmbracelet (2002). "We Belong Together" fue reconocida como la "Canción del Verano" al mantenerse catorce semanas en la primera posición en el Billboard. Fuera de los Estados Unidos también tuvo un desarrollo exitoso, siendo número 1 en Brasil y Australia, y número 2 en mercados importantes como Canadá y el Reino Unido. En la entrega de premios World Music Awards, fue nombrada como "Canción del Año" en el 2005.
Es en la actualidad, la canción más radiada de la historia de la música en Estados Unidos.
La base de datos de radiaciones musicales calcularon que el 9 de junio de 2005, la canción se tocó simultáneamente en 197 estaciones de radio en los Estados Unidos. El 2 de septiembre de 2013 la revista Billboard publicó su lista Hot 100 55th Anniversary: The All-Time Top 100 Songs donde se ubicó en la posición n.º 11.

## Letra de la canción
Mariah y Dupri decidieron incluir partes de los que ellos consideraron clásicos del R&B para hacer a "We Belong Together" especial. Dos canciones, "If You Think You're Lonely Now" de Bobby Womack (1981) y "Two Occasions" de The Deele (1987, con Babyface como vocalista) fueron referencia para hacer secciones de la canción. Durante la segunda estrofa en el segundo verso donde Mariah canta:
"I can't sleep at night

When you are on my mind

Bobby Womack's on the radio

Singing to me, "'If you think you're lonely now'"
Seguido de la referencia que hizo a la canción de Womack, Carey sigue cantando:
"So I turn the dial, tryin’ to catch a break

And then I hear Babyface

"'I only think of you'"
"I only think of you" es la primera línea del coro de "Two Occasions". Carey canta una parte de las canciones en el remix que se incluye en la versión remix de "We Belong Together". A ambos cantantes se les dio crédito en la letra de la canción, a eso se debe el exceso de escritores que se mencionan en los créditos de "We Belong Together".

## Polémica
Durante finales del mes de mayo de 2005, en el sitio oficial de Mariah Carey se ofrecían descargas gratis de la canción "We Belong Together" remezcladas por DJ Clue; la descarga también se puso a la "venta" en las principales tiendas de música vía Internet incluido el sitio iTunes. Las descargas gratis afectaron para que el sencillo ascendiera rápidamente a la primera posición en el Billboard Hot 100 y en el Hot Digital Songs. En respuesta a esto, se enviaron varias cartas, correos electrónicos y quejas a los editores de Billboard, especialmente al columnista Fred Bronson, quien admitió el 3 de junio de 2005 que las descargas gratis habían ayudado a convertir la canción en un número uno rápidamente. Además fue contra la política de Billboard, el director de la revista, Geoff Mayfield, dijo que para calcular la posición en la lista eso no afectó en gran medida. Si se hubiera calculado correctamente según las estadísticas y sin las descargas llamadas "deshonestas" por algunos, "We Belong Together" no habría podido llegar al número uno sino hasta la siguiente semana.

## Vídeo
El director del video musical fue Brett Ratner, que también dirigió el video de "It's like That" y otros de Mariah. La filmación se hizo en Beverly Hills, y es la continuación de su videoclip anterior. Inicia cuando Mariah Carey se encuentra acostada en una cama junto a una ventana cubierta con sábanas de seda, después se muestran escenas de ella mientras le canta al espejo sentada, se refleja en él y empieza a tener recuerdos. Después, en la parte media del video, Mariah avanza hacia el altar para casarse pero con el hombre equivocado, mientras ella y su futuro esposo hacen los votos de matrimonio su antiguo amor (Wentworth Miller) los mira con tristeza, en ese instante ella voltea hacia donde se encuentra el joven y corre hacia él abandonando la ceremonia y causando sorpresa en los invitados que se ponen de pie y la miran salir del enorme jardín donde estaba teniendo lugar la celebración matrimonial.
Cuando Mariah llega a los brazos de su verdadero amor huyen en un automóvil sin rumbo fijo, después de esto se muestran escenas de ella llorando en una habitación vacía y finaliza el vídeo.

### Vevo
El vídeo se encuentra en la cuenta oficial de Carey en YouTube. Cuenta con más de 698 millones de reproducciones siendo unos de los videos más reproducido de la cantante y siendo ya certificado por Vevo.

## Lista de canciones
- CD sencillo (Versión Europea)

1. «We Belong Together» (Versión Álbum) (Austin, J./Bristol, D./Dewayne, S./Edmonds, K./Sully, S./Womack, Bobby/Carey, Mariah/Dupri, Jermaine/Moten, Patrick/Seal, M.) — 3:23
2. «We Belong Together» (Remix) (con Jadackiss y Styles P.) (Austin, J./Bristol, D./Dewayne, S./Edmonds, K./Sully, S./Womack, Bobby/Carey, Mariah/Dupri, Jermaine/Moten, Patrick/Seal, M.) — 4:30

- CD Maxisencillo (Versión Europea)

1. «We Belong Together» (Versión Álbum) (Austin, J./Bristol, D./Dewayne, S./Edmonds, K./Sully, S./Womack, Bobby/Carey, Mariah/Dupri, Jermaine/Moten, Patrick/Seal, M.) — 3:23
2. «We Belong Together» (Reconstruction Radio Mix) (Austin, J./Bristol, D./Dewayne, S./Edmonds, K./Sully, S./Womack, Bobby/Carey, Mariah/Dupri, Jermaine/Moten, Patrick/Seal, M.) — 4:06
3. «It's Like That» (Remix) (con Fat Joe y Jermaine Dupri) (Austin, J./Carey, Mariah/Dupri, Jermaine/Seal, M.) — 3:31
4. «We Belong Together» (Video) — 3:26

## Posicionamiento en listas
| Lista (2005)                           | Mejor posición                                                         |
| -------------------------------------- | ---------------------------------------------------------------------- |
| Alemania (Offizielle Deutsche Charts)  | 11                                                                     |
| Australia (ARIA)                       | 1                                                                      |
| Austria (Ö3 Austria Top 40)            | 31                                                                     |
| Bélgica (Flandes) (Ultratop 50)        | 12                                                                     |
| Bélgica (Valonia) (Ultratop 50)        | 24                                                                     |
| Canadá (Canadian AC Airplay)           | 2                                                                      |
| Dinamarca (Tracklisten)                | 3                                                                      |
| España (Top 100 Canciones)             | 3                                                                      |
| Estados Unidos (Billboard Hot 100)     | #1 (14 semanas) (15 semanas, menos una 'no considerada') #2 (1 semana) |
| Estados Unidos (Mainstream Top 40)     | 1                                                                      |
| Estados Unidos (Hot R&B/Hip-Hop Songs) | 1                                                                      |
| Estados Unidos (Hot Dance Club Songs)  | 1                                                                      |
| Estados Unidos (Adult Top 40)          | 16                                                                     |
| Estados Unidos (Adult Contemporary)    | 3                                                                      |
| Europa (European Hot 100)              | 4                                                                      |
| Francia (SNEP)                         | 12                                                                     |
| Hungría (Single Top 40)                | 5                                                                      |
| Irlanda (IRMA)                         | 3                                                                      |
| Italia (FIMI)                          | 15                                                                     |
| Nueva Zelanda (Recorded Music NZ)      | 2                                                                      |
| Noruega (VG-lista)                     | 9                                                                      |
| Países Bajos (Mega Single Top 100)     | 1                                                                      |
| Reino Unido (UK Singles Chart)         | 2                                                                      |
| Suecia (Sverigetopplistan)             | 11                                                                     |
| Suiza (Schweizer Hitparade)            | 4                                                                      |

### Trayectoria en las Listas
| Estados Unidos Billboard Hot 100 | Estados Unidos Billboard Hot 100 | Estados Unidos Billboard Hot 100 | Estados Unidos Billboard Hot 100 | Estados Unidos Billboard Hot 100 | Estados Unidos Billboard Hot 100 | Estados Unidos Billboard Hot 100 | Estados Unidos Billboard Hot 100 | Estados Unidos Billboard Hot 100 | Estados Unidos Billboard Hot 100 | Estados Unidos Billboard Hot 100 | Estados Unidos Billboard Hot 100 | Estados Unidos Billboard Hot 100 | Estados Unidos Billboard Hot 100 | Estados Unidos Billboard Hot 100 | Estados Unidos Billboard Hot 100 | Estados Unidos Billboard Hot 100 | Estados Unidos Billboard Hot 100 | Estados Unidos Billboard Hot 100 | Estados Unidos Billboard Hot 100 | Estados Unidos Billboard Hot 100 | Estados Unidos Billboard Hot 100 | Estados Unidos Billboard Hot 100 | Estados Unidos Billboard Hot 100 | Estados Unidos Billboard Hot 100 | Estados Unidos Billboard Hot 100 | Estados Unidos Billboard Hot 100 | Estados Unidos Billboard Hot 100 | Estados Unidos Billboard Hot 100 | Estados Unidos Billboard Hot 100 | Estados Unidos Billboard Hot 100 |
| Semana                           | 1                                | 2                                | 3                                | 4                                | 5                                | 6                                | 7                                | 8                                | 9                                | 10                               | 11                               | 12                               | 13                               | 14                               | 15                               | 16                               | 17                               | 18                               | 19                               | 20                               | 21                               | 22                               | 23                               | 24                               | 25                               | 26                               | 27                               | 28                               | 29                               | 30                               |
| -------------------------------- | -------------------------------- | -------------------------------- | -------------------------------- | -------------------------------- | -------------------------------- | -------------------------------- | -------------------------------- | -------------------------------- | -------------------------------- | -------------------------------- | -------------------------------- | -------------------------------- | -------------------------------- | -------------------------------- | -------------------------------- | -------------------------------- | -------------------------------- | -------------------------------- | -------------------------------- | -------------------------------- | -------------------------------- | -------------------------------- | -------------------------------- | -------------------------------- | -------------------------------- | -------------------------------- | -------------------------------- | -------------------------------- | -------------------------------- | -------------------------------- |
| Posición                         | 81                               | 61                               | 30                               | 12                               | 7                                | 3                                | 2                                | 1                                | 1                                | 1                                | 1                                | 2                                | 1                                | 1                                | 1                                | 1                                | 1                                | 1                                | 1                                | 1                                | 1                                | 1                                | 4                                | 3                                | 5                                | 6                                | 9                                | 12                               | 15                               | 22                               |

| Posición | 2 | 3 | 2 | 5 | 7 | 9 | 13 | 24 | 28 | 30 | 33 | 35 | 48 | 61 | 68 | 75 |

| Posición | 1 | 1 | 2 | 2 | 3 | 3 | 3 | 5 | 13 | 22 | 32 |

| Predecesor: "Hollaback Girl" de Gwen Stefani | Billboard Hot 100 — Sencillo número uno 4 de junio de 2005 | Sucesor: "Inside Your Heaven" de Carrie Underwood |